# Computer-integrated manufacturing
Computer-integrated manufacturing (CIM) is een concept waar een volledig productieproces digitaal wordt georganiseerd in een computersysteem. De input is gebaseerd op 'real-time' informatie, afkomstig van sensoren. CIM biedt directe controle en geeft het volledige ontwerp en productieproces weer. Het gebruik ervan kan de productiviteit verhogen en het helpt mensen en machines om beter te kunnen communiceren. Het gebruik van CIM berust op drie basisdoelen:
1. Het simplificeren van alle productietechnologieën en -technieken.
2. Het automatiseren van zo veel mogelijk productieprocessen.
3. Integratie en coördinatie van alle aspecten van ontwerp, productie en gerelateerde functies door het gebruik van computerhardware en -software.

## Mogelijke voordelen
- Toename flexibiliteit en reactievermogen
- Toename in productie productiviteit
- Korte klanten doorlooptijd
- Toegenomen kwaliteit
- Toegenomen klantenservice
- Korte verkoop doorlooptijden
- Verminderde voorraadlevels
- Lagere totale kosten

## Subsystemen
Typische technologieën die geïntegreerd kunnen worden in een CIM zijn:
- CAD (computer-aided design),
- CAM (computer-aided manufacturing),
- CAPP (computer-aided process planning),
- MRP (material requirement planning / manufacturing resource planning)
- CNC (computer numerical control machine tools),
- DNC (direct numerical control machine tools),
- FMS (flexible machining systems),
- ASRS (automated storage and retrieval systems) en
- AGV (automated guides vehicles)